# 法国文化部
文化部（法語：Ministère de la Culture）是法國政府部門，其成員專門負責管理國家博物館和歷史遺跡，無論在法國或海外都推廣和保護各種視覺、造型、戲劇、音樂、舞蹈、建築、文藝、電視和電影攝影等各方面的藝術，管理國家檔案及各地區的文化中心。其總部位於巴黎的巴黎皇家宮殿。

## 外部連結
- 文化部（法文）
- 文化部的法国文化介绍網站（法文）